# 黎姿
黎姿（英語：Gigi Lai，1971年10月1日—），現名黎珈而，卓珈控股集團董事會主席及行政總裁，香港女歌手及演員，外號「愛美神」，為無綫電視旗下經理人合約女藝人。黎姿於14歲進入娛樂圈，90年代成為歌影視三棲藝人。曾主演电影《古惑仔》系列，《倚天屠龍記》、《金枝慾孽》等多套人氣劇集，奠定其視壇地位。2008年宣布全面退出娛樂圈，同年嫁予商人馬廷強，現育有三女。

## 生平

### 身世
黎姿1971年生於香港，祖籍廣東省新會市下埗黎寨村，為已故香港電影之父黎民偉的孫女，祖母為香港第一代電影明星林楚楚、姑媽為著名演員黎宣及黎灼灼、伯父為30年代中國著名童星黎鏗，姑丈為前中華民國總統府秘書長沈昌煥，胞弟黎嬰為家庭醫學醫生，於銅鑼灣開設皮膚護理中心。
其中文姓名「黎姿」，為父親黎柱命名的，因整個家族都以單字而命名，黎姿出生時，因她個子小小、動靜多多，剛巧父親亦想起了荔枝，便命名為「黎姿」。至於她的洋名Gigi，則由她的叔叔命名，叔叔覺得此英文名與「姿」字的尾音相似，亦是源於法國，便命名為「Gigi」。另其標致的臉孔與豐滿的身材，被傳媒稱之為「愛美神」，其偶像為美國知名歌手麥當娜及知名演員。
縱使黎姿出生於電影世家，可是在童年時的生活異常困苦。她父親患有腦膜炎失聰，聽覺只有二至三成的聽力，視力也很參差，並於健身會當打雜工作。在黎姿的祖母去世後，因父親不善爭奪家產，導致家境越來越差，全家便由何文田的2000尺豪宅搬到200多尺的九龍城東頭邨居住，徙置屋邨的衛生問題非常惡劣，每層只有一個供全層住戶使用的洗手間，因此她不敢到洗手間梳洗。因家裡沒有洗手間關係，父親便在廚房旁邊搭建了一個簡陋的洗手間，即使買了空氣清新劑，在家裡做菜和吃飯時也能嗅到異味。家中每日更與老鼠為伴，全家亦經常被鄰居欺負，更曾被他人騙取及黑社會追討款項。母親為貨車司機，當時由其幫補家計，為家庭的經濟支柱。另外，黎姿童年時亦曾以童工身份演出舞台劇，以減輕母親的負擔，還有一名比她年輕4歲的弟弟。
1985年，當時14歲，仍於中學就讀中二時的黎姿，父親在健身會工作時將其照片給前來健身的歌星許冠傑，介紹到新藝城影業有限公司試鏡，憑標致的臉孔，獲聘擔任數天的臨時演員，並參演電影《開心鬼放暑假》。因黎姿於戲內演技較其他臨時演員出色，同時引起公司主席兼該劇男主角黃百鳴注意。在該電影拍攝完成後，黃百鳴隨即與黎姿簽約，正式展開長逾20年的演藝生涯。初時的她不但要協助母親幫補家計及供弟弟讀書，自己還要在學校讀書，因此，有時需一邊在電影片場的空地或洗手間做於學校帶來的功課，一邊拍戲，完成後便得到300元1天的臨時演員報酬。為了應付片約的逐漸增加，黎姿甚至放棄讀書的機會專心一意地擔當演員，維持生活。由此可顯示當時的黎姿已從小就體會到人情冷暖，促成了她長大後要努力向上的個性。
1986年，簽約成為新藝城基本藝員，並主演首部電影《烏龍大家庭》和同年的《飛躍羚羊》。當時的黎姿已是家中的重要支柱，她一口氣地出售所有家當，以供起一套居屋為由遷往黃大仙天馬苑，讓家人有環境舒適的居住環境，改善生活。同時黎姿暫別娛樂圈，以便繼續完成中學的學業。黎姿於香港培正中學畢業後，因熱愛跳舞關係，修讀香港演藝學院舞蹈系課程，同時認識當時為該系專科生的翁虹，兩人因同樣熱愛舞蹈及有相同的志向，曾一同暢談對未來的憧憬，並揚言將來要成為最出色的舞蹈家。值得一提，1995年於台灣綜藝節目《龍兄虎弟》中，主持人張菲所遨請的嘉賓亦為黎姿及翁虹。
1990年，黎姿完成演藝學院舞蹈系課程，並重新進入娛樂圈繼續演藝生涯。

### 電影
1985年，當時14歲的黎姿開始進入娛樂圈，並參演首部電影《開心鬼放暑假》，正式出道，飾演中學女學生。初時黎姿只擔任臨時演員，並連同羅明珠、李麗珍、羅美薇、陳加玲、袁潔瑩、柏安妮等組成「開心少女組」，但名氣遠較她們為低。其與電影公司簽約後，參演第二部電影《烏龍大家庭》。
1986年，首次擔任主角的電影《飛躍羚羊》於香港上映，飾演田徑運動員何寶兒，逐漸在電影中嶄露頭角。
1990年，參演由導演鄭則士執導的《獄中龍》。年幼入行的黎姿自嘲自己少不經事，經常碰板，還被鄭則士在現場破口大罵黎姿不懂得演戲。黎姿表示與演員劉德華一同參演此電影時，演戲只是劉德華的職責，但不明白他為何要這麼辛苦地做很多準備拍攝的工作及練拳，黎姿亦表示自己很愚蠢，連只為拍攝一場自己死亡的戲份的表現都未如理想。
1996年，於電影《古惑仔之人在江湖》飾演患有結巴的細細粒而步上事业第一个巅峰，令觀眾留下深刻印象，其後演出續集《古惑仔2之猛龍過江》、《古惑仔3之隻手遮天》及《勝者為王》。
1997年，開始演出《香港第1凶宅》、《陰陽路6之凶周刊》、《山村老屍》及《制服誘惑2之地下法庭》等三級電影，但其中數部都是票房紀錄欠佳的電影，因而紅極一時，瞬間淡出螢幕，遭遇「十年冷宮」，曾經於半年或一年內沒有電影演出，她亦言甚至曾想放棄其演藝事業，此為黎姿在演藝生涯中的一次重要低潮。
2003年，與王喜、葉童等演員主演的福音電影《天使死神》，此劇在新光戲院免費上映，以贈票的形式發送，不計票房收入。導演梁鴻華亦言此電影其實是不牟利電影，今年四月在新光戲院獨家放映時，觀眾是免費入場，而且吸引5000至6000人次入場觀看，故此電影沒有票房收入。其後黎姿集中轉往電視發展。
2009年，與孫耀威、林嘉華等演員主演的福音電影《流浪漢世界盃》，飾演社工Amanda Liu，此成為其演藝生涯中的最後一部電影，結束長達24年的電影生涯。

### 劇集
1990年，黎姿簽約無綫電視，並參與演出首部處境喜劇《同居三人組》，但只為客串性質。同年首次拍攝電視電影《暴風姐妹情》及《夢斷江湖》，該兩部電視電影於1991年播映。
1991年，首次於《怒海孤鴻》擔任劇集的女主角，飾演富家女兒程家寶。其後主演劇集《龍的天空》、《我愛牙擦蘇》、《天倫》及《武尊少林》。
1994年，於劇集《烈火狂奔》飾演患有先天性心臟病的甘雪梅，並於男主角郭富城合唱《燃亮今生》，但該首歌曲並未收錄於兩者的音樂唱片內。其後與另一女主角袁潔瑩，三人一同演繹主題曲《天涯凝望》劇場版的獨白，並於當時的電台廣播劇內播出，頗受聽眾的歡迎。
1994年底，約滿離開無綫電視，初時前往台灣拓展歌唱市場，後同時向電影發展。1996年獲邀回到無綫拍攝《o記實錄2》。
1999年，再度重返無綫電視，拍攝新版劇集《倚天屠龍記》，並於2001年首播。其後主演《新楚留香》、《黑夜彩虹》及《水滸無間道》，當中劇集《黑夜彩虹》與蔡少芬合作，首次飾演反派林艾美，出色演技備受觀眾好評。
2004年，憑劇集《金枝慾孽》中飾演的侯佳·玉瑩，於《萬千星輝賀台慶2004》獲頒「本年度我最喜愛的女主角」，獎項由姑媽黎宣親自為她頒獎。這是黎姿出道18年來首次獲頒的獎項，亦成為多年出道以來被人認同的一年她把自己的榮譽看成給其爺爺奶奶增光，終於能大聲地向外宣佈：「我沒有丢爺爺的臉！」，但同劇另一女主角鄧萃雯亦得到眾多觀眾的喜愛，因此黎姿獲獎曾引起爭議。同時，亦奪得「本年度我最喜愛的電視角色」，為黎姿演藝事業的巔峰時刻。
2005年，成為無綫電視「一姐」，並與佘詩曼、蔡少芬及宣萱被譽為無綫電視2005-2007年的「四大花旦」，奠定其視壇地位，片酬亦由5000港元一集躍升至45000港元一集。
2007年，主演的劇集《金枝慾孽》、《胭脂水粉》及《火舞黃沙》於中國內地收視稱霸，深受當地觀眾歡迎。因此，於《萬千星輝頒獎典禮2007》獲頒「內地觀眾最喜愛TVB女藝人」。此外，亦主演《妙手仁心III》、《火舞黃沙》、《寫意人生》及《通天幹探》等劇集，演技備受肯定。
2008年，與蔡少芬、邵美琪、林保怡、陳豪等演員主演的劇集《珠光寶氣》，成為演藝生涯中的最後一部電視劇，並宣佈全面退出娛樂圈。

### 音樂
1990年，黎姿於各男歌手的音樂錄影帶中參與演出，包括譚詠麟、李克勤及王傑。
1993年10月，開始加入樂壇，加盟華納唱片公司成為旗下歌手，實行歌影視三棲，首張唱片《如果真的戀愛》獲得一致好評，並獲頒金唱片銷量獎（銷量要求為25,000張），代表作品包括《我只怨自己》、《我這樣愛你錯了嗎》及《你是明日意義》，而電視劇「武尊少林」插曲《情深海更深》也成為樂迷心水之作。值得一提，碟內歌曲《你是明日意義》更為黎姿與商人馬廷強結婚後錄音聲帶襯托的歌曲。
1994年初，因著往年佳績，黎姿於香港電台第十六屆十大中文金曲頒獎音樂會及無綫電視1993年度十大勁歌金曲頒獎典禮分別獲頒最佳新人獎銀獎及銅獎，另外歌曲《我這樣愛你錯了嗎》進入叱咤樂壇流行榜首三十位以內，因而參與1993年度叱咤樂壇流行榜頒獎典禮，同期有許秋怡、莫文蔚、鄭嘉穎、馬浚偉、王馨平及吳君如等生力軍歌手，最終沒有獲頒任何生力軍獎項。。這年，黎姿一連推出兩張粵語專輯《不是娃娃》及《如此這般的...愛情故事》，《不是娃娃》專輯的第一主打歌《白恤衫》成為了一首黎姿流傳至今的代表作之一，MV更邀得當時初入行的歌手古巨基擔任男主角；而在年尾推出的《如此這般的...愛情故事》專輯中更與台灣歌手蘇有朋合唱了一曲《緣份多數也短暫》。
1995年，約滿華納唱片後，轉往台灣藝能動音，並推出國語唱片《聽話》，碟內歌曲主要由台灣知名作曲家陳耀川作曲，第一主打歌《聽話》講述聽話的女子遇到愛情時的感慨，以及第三主打歌《愛你的心那麼真》講述女子為了愛情消失而引起無限的思念和靈魂崩潰。儘管黎姿的唱功平平，但她充分表達出女子對愛情相愛與無奈的糾纏，扣人心弦。
1996年，推出第四張粵語專輯《姿不姿之間》及國語專輯《旅行》。
1997年，推出國語唱片《給你吧》，唱片標語為「黎姿給你佔便宜」，封面則為黎姿性感與誘惑的造型，引起一時佳話。此亦成為其歌唱生涯的最後一張唱片，隨後主力轉往電影及電視發展。

### 廣告
1995年，仍於台灣發展的黎姿首次在廣告亮相，客串拍攝乖乖軟糖20秒之廣告，背景歌曲為國語唱片《聽話》中的《最想愛你的人》。
2002年8月，首次擔任廣告女主角，與藝人林文龍於中國內地拍攝時代花園45秒之廣告。
2007年，以「中港台區代言人」身分拍攝Bio-essence護膚產品廣告，其廣告需以粵語、國語及英語講述廣告對白，雖然廣告由上午拍至凌晨2:00才完成，但仍沒有一點疲態。
2008年，因黎姿宣佈退出娛樂圈，原由其擔任之雪肌蘭紅酒素代言人即時空缺，因廣告之酬勞為過百萬，即時成為一眾藝人（佘詩曼、廖碧兒、陳法拉）的爭相目標，最後由佘詩曼擔任其廣告代言人。此外，原為黎姿拍攝的三份廣告合約亦即時空缺，隨後由其他藝人補上。

## 退出娛樂圈
2007年5月30日，黎姿的胞弟黎嬰遇到嚴重車禍，一度危殆，但已逐漸康復，黎姿認為胞弟甦醒為神跡的出現，並因此而信從基督新教。
2008年，黎姿以照顧弟弟為由，暫停拍劇，主要打理弟弟的皮膚護理中心，以及只接代言活動與慈善活動。同年10月20日，劇集《珠光寶氣》首播，事業如日中天的她在節目《東張西望——珠光寶氣閃爍夜》宣佈，《珠光寶氣》將是她最後一部於演藝生涯參與演出的電視劇，亦宣佈全面退出娛樂圈，專注照顧因車禍重傷的弟弟，並感謝TVB台前幕後的工作人員於20多年來對她的忍耐與體諒。另外，黎姿與無綫電視的經理人合約被凍結，但雙方還有合約約束，將來她一旦復出就要履行與無綫電視未完的合約。

### 結婚生子及婚後生活
2009年2月6日，黎姿透過TVB，發放結婚相片及播放一段近兩分鐘的錄音讀白，向傳媒與觀眾宣佈嫁予商人馬廷強的喜訊，背景歌曲為黎姿於1993年演唱的《你是明日意義》。兩人在農曆新年前已結婚兼度蜜月返港，他們註冊結婚日子為2008年9月2日。黎姿表現出非常享受擔任妻子的生活，正在學習如何照顧家庭、招呼朋友、煮食與佈置屋企等，同時表示家人對黎姿而言極為重要。雖然她仍掛念以前大家一同工作的同事，但她已放低所有，並需致力做好自己本分。同時丈夫馬廷強以7000萬港幣購入位於西半山的蘭心閣複式單位，作為送給黎姿的結婚禮物。
同年2月16及17日，兩人於尖沙咀半島酒店舉行婚宴，婚宴細節大部分由馬廷強親自籌備，無論喜帖、回禮的禮物及菜單等均印上一個由「GP」組成的標誌，「G」代表（黎姿）GiGi，「P」代表（馬廷強）Patrick，婚宴另一意義是17日為丈夫馬廷強的生日，胞弟黎嬰與其他親友看見黎姿終於找到幸福亦非常感動。。
2010年6月，黎姿入住舊山頂道嘉諾撒醫院的豪華病房待產。同年7月24日，於醫院剖腹誕下一對雙胞胎女嬰，母女平安，貴為母親的黎姿亦言女嬰是神賜予他們的寶貴禮物，圈中好友與藝人都紛紛獻上祝賀，隨後一對12磅與9磅的女嬰分別命名為馬家蔚及馬家鎂。
2011年7月24日，黎姿於尖沙咀半島酒店為其孿女慶祝一歲生日，同時於其微博表示祝福，雖然丈夫馬廷強沒有出現於酒店，但為了祝賀孿女生日，其以4000萬港幣購入位於中半山地利根德里的騰皇居2000尺單位，作為孿女的一歲生日禮物。
2012年3月22日，近日傳媒披露黎姿再度懷孕3個月，並獲得丈夫馬廷強贈送逾億元的豪宅，黎姿當天於其微博否認否認此事，坦言若再度懷孕，必定會告訴大家。同年4月6日，黎姿在其新浪微博上"Cosmax"宣佈再度懷孕，不少網友及朋友均紛紛祝賀和送上祝福。黎姿表示現時已少接觸演藝事業，親自地照顧女兒才感覺得到幸福。
2012年10月7日，經無綫電視高層兼黎姿好友的樂易玲親口證實，黎姿於山頂嘉諾撒醫院誕下8磅女嬰，為馬家家族再次增添新成員。據悉黎姿為小女兒取名為Pegella，英文名字包含了父親馬廷強（Patrick）、母親黎姿、兩位姐姐馬家蔚（Patricia）及馬家鎂（Gianna）四人英文名字的首個字母，喻意「馬家所有成員愛惜，萬千寵愛在一身」，中文名字則仍未決定。
2017年1月，以美容業務為主的卓珈控股集團有限公司於港交所上市，黎姿以「黎珈而」名義任董事會主席及行政總裁。，之後，黎姿亦有時會接受關於醫學美容的訪問，為公司宣傳。

## 感情生活
黎姿曾與不少香港的知名人士相戀，包括黃玉郎、鍾少甫及龐維新，亦曾與藝人及商人傳出緋聞，包括林文龍、許晉亨、張衛健、蔡志明、鄧崇光及陳豪。直至與商人馬廷強結婚後，黎姿才正式達成其從小的志願。
1988年，當時16歲的黎姿與37歲的知名漫畫家黃玉郎相戀，譜出了一段年齡相差逾二十載的忘年戀。黃玉郎編著的漫畫《龍虎五世》中的女主角也稱之為「黎姿」。剛巧黃玉郎與前妻馬夢妮在1987年離婚。1989年，黃玉郎於尖沙咀香格里拉酒店舉行豪華派對，為黎姿慶祝其17歲的生日。黃玉郎更經常犧牲工作休息時間與黎姿會面，但他們極少於公眾場所約會，通常位於灣仔海港中心的公司（玉郎集團）會面。因黎姿當時與黃玉郎相戀，而被傳媒稱為「小妖精」，令黎姿形象受損，但她不理會傳媒的言語，努力為家奔馳。1990年，黃玉郎以與前妻復合為由通知黎姿分手，結束了兩年的相戀。縱使黎姿為此而向黃玉郎苦苦哀求兩人復合，但逝去的戀情已無法再挽回，突如其來的分手更令黎姿動過自殺的想頭。隨後黃玉郎於1991年因偽造公司假賬，被判入獄4年，1993年扣除假期出獄後，兩方公開承認過去的親密關係。1999年8月，黃玉郎並無如當年所述與前妻復合，並與前亞洲電視藝員倪詩蓓奉子成婚，但兩人於2005年傅出分居並離婚，結束了6年的婚姻。然而，黃玉郎一直對黎姿念念不忘，更有意展開追求。據黃玉郎公司的員工敍述，於2004年10月，適逢無綫台慶及其頒獎典禮來臨，無綫電視讓觀眾選擇該年度能獲頒「本年度我最喜愛的女主角」的女藝員，黃玉郎命令其公司下的員工每天發手機短訊投票予黎姿，以及派發投票表格予員工填寫，「女主角」一欄亦選定為黎姿，最後黎姿成功奪得該獎項，同時傳出她與黃玉郎育有20歲私生女的謠言，但黎姿事後亦言曾讓她傷心的黃玉郎，對他已全無感覺，「拉票」事件亦全不知情。雖然如此，黃玉郎評價黎姿為很可愛，很努力的女孩，現時也非常出名，表示他與黎姿的友情依然存在，而且相當不錯，只是沒有緣分再繼續相戀。
1989年，當時商人許晉亨與劉嘉玲婚姻告吹後，許晉亨向黎姿展開追求，因而傳出緋聞，並與黎姿父親聯名以市價為185萬港元，購入位於北角海峰園的900呎單位。雖然黎姿曾為許晉亨一度推辭所有的演出，但當時黎姿認為在被黃玉郎分手的陰影下，與許晉亨一起是時機不合，最後未能如願嫁入許家。1991年，許晉亨與賭王何鴻燊的四女兒何超瓊結婚。1992年，該豪宅歸於黎姿名下，多年後黎姿以600萬元出售該豪宅。
1990年，於無綫電視拍攝《怒海孤鴻》及《龍的天空》時，與男主角林文龍傳出緋聞。黎姿表示演戲投入時會喜歡對方，但戲外則形容她與林文龍「性格不同」。
1993年，於無綫電視拍攝《武尊少林》時，認識無綫牙醫顧問鍾少甫。黎姿到他的牙醫診所後，便開始戀情，沒多久因性格不合而分手。
1994年，與曾於劇集《我愛牙擦蘇》合作及一同合唱歌曲的張衛健傳出緋聞，當時有傳張衛健與宣萱拍拖期間遭黎姿介入，其後張衛健承認曾與黎姿有一段似有非有的戀情，緋聞因而變得撲朔迷離。
1999年，與仁愛堂主席龐維新相戀，龐維新被稱為金融界猛人，亦是多間金融公司顧問，包括英皇集團主席楊受成的財務顧問，2001年兩人戀情完結。其後黎姿於清談節目《志雲飯局》上公開承認與龐維新曾有戀愛關係，但因兩方性格不合而分開。
2000年，與有「玩具大王」之稱的蔡志明傳出緋聞，當時有人目睹黎姿與蔡志明共同到酒吧消遣，以及到酒店吃飯，其後為他女兒開設的日本料理店擔任剪綵嘉賓，但被指與藝員陳妙瑛爭寵。
2003年，於拍攝劇集《金枝慾孽》時，與男主角陳豪傳出緋聞。
2007年3月，與有「夜總會之父」之稱的鄧崇光傅出緋聞，兩人相識逾十年。黎姿胞弟黎嬰因車禍入院後，鄧崇光經常到醫院探望，更為對方買紙尿褲，關懷備至，令黎姿與他的「好朋友」關係曝光。黎姿事後說與其只是良好的朋友關係，亦言假使鄧崇光喜歡她，於十年前已追求她。
2008年9月2日，與有「殘疾富豪」之稱的商人馬廷強註冊結婚。2003年，兩人一同到英國倫敦進行5天4夜的旅行。黎姿在當地的酒店無微不至地替他用膳。據說當時黎姿除了購買新款名牌的手袋外，還購買不少的首飾，結賬時的總消費額為數百萬元。馬廷強性格溫和，在黎姿弟弟因車禍入院後，馬廷強在其身邊給予無限量的支持，亦替其渡過難關，讓黎姿感動不已，當時其認為他是可以付託終身的男人。兩人邂逅五年之久，於2008年於澳洲悉尼低調註冊結婚。2009年2月6日，黎姿透過TVB，向傳媒發放四張結婚相片及播放一段近兩分鐘的錄音讀白，宣佈婚訊。並在同月16及17日於尖沙咀半島酒店舉行婚宴。同年10月，黎姿開始懷有雙胞胎，預產期為2010年8月。2010年7月24日，黎姿於嘉諾撒醫院剖腹誕下一對雙胞胎女嬰。

## 個人評價
1990年，著名導演王家衛邀請黎姿演出電影《阿飛正傳》，但角色需要把頭髮剃光，當時黎姿因不滿意這角色造型而把電影推辭。因其愛美的關係，凡稍微對容貌有影響的角色她都不接拍，亦曾自嘲電影裡到她裝死時，還趕忙抹口紅，而被香港「師奶團」批評其為「欠缺親和力」。其後她終於放下那些無謂的堅持，坦言演技是最重要，亦不介意角色會影響她的容貌，以及希望能接拍一些有挑戰性的角色。
九十年代前期黎姿演出多部電影具有被強奸情節，例如《獄中龍》、《夜生活女王霞姐傳奇》、《龍虎砵蘭街》、《古惑仔3之隻手遮天》。1996年，黎姿於電影《古惑仔》系列中飾演患有結巴而人見人愛的細細粒，擺脫往時「玉女」形象，令觀眾留下深刻的印象：黎姿當時於銅鑼灣購物時，亦被古惑仔與貨車司機叫其「阿嫂」。當時黎姿對電影中的性感造型非常抗拒，一直不想以性感作為賣點，還想擺脫情色电影戲路，堅持走純情玉女的路線，後來更推辭一個可以發揮演技的角色，被無綫電視高層曾勵珍痛罵：「用不用我給一雙翅膀你演Angel（天使）啊！」
2001年，無綫新版《倚天屠龍記》首播，黎姿於劇中飾演機智多謀的趙敏，受到不少金庸迷稱讚，五官精緻和長相秀麗的外型被喻為『史上最神似的趙敏』。
2003年，與王喜、葉童等演員主演的的福音電影《天使死神》造成香港史無前例的「零票房」電影紀錄，而事實上，《天使死神》是免費公演的，故此不可能有票房收入。梁鴻華亦指電影在上映的4天內有5000多人入場觀看。但黎姿被傳媒批評她「丟了爺爺的臉」，此為演藝生涯中的重要低潮，幸而乾爹教導她：「爭是不爭，不爭是爭」。初時她不理解此句真正的意思，後來才逐漸明白是「默默耕耘，得到的東西更多」的道理。
2008年，黎姿宣佈退出娛樂圈，不少藝人及觀眾都感到愕然和可惜，圈中好友陳豪亦言黎姿是非常堅強的女孩，並希望觀眾與朋友支持她及以後有高興的生活。早年發掘黎姿入行的黃百鳴亦言黎姿是有情有義的女孩，會為照顧親人而放棄自己的事業，並相信她無論在那一方面發展都會一樣出色。

## 演出作品

### 電視劇（無綫電視）
| 年份         | 劇名                       | 角色                          |
| 1990－1991年 | 同居三人組                 | 區 敏                         |
| 1991年       | 怒海孤鴻                   | 程家寶（Bobo）                |
| 1992年       | 龍的天空                   | 卓雅媛（Flora）               |
| 1992年       | 龍影俠                     | 童芷君                        |
| 1992年       | 賭霸                       | 駱嘉琪                        |
| 1992-1993年  | 我愛牙擦蘇                 | 妙 珠                         |
| 1993年       | 天倫                       | 唐可琪                        |
| 1993年       | 武尊少林                   | 端木嬌                        |
| 1994年       | 不可思議星期二II之心跳加速 | Judy                          |
| 1994年       | 烈火狂奔                   | 甘雪梅                        |
| 1996年       | O記實錄II                  | 方小芳（Tammy）               |
| 2001年       | 倚天屠龍記                 | 趙敏                          |
| 2001年       | 新楚留香（外購劇）         | 蘇蓉蓉                        |
| 2002年       | 鄭板橋                     | 王一姐                        |
| 2003年       | 黑夜彩虹                   | 林艾美（Amy）                 |
| 2003年       | 鳳舞香羅                   | 苗海棠                        |
| 2004年       | 金枝慾孽                   | 侯佳·玉瑩（玉瑩小主、華貴人） |
| 2004年       | 水滸無間道                 | 萬鳳蓮（Nicole）              |
| 2005年       | 妙手仁心III                | 岑雅晴（Frances）             |
| 2005年       | 胭脂水粉                   | 祝明蕙                        |
| 2006年       | 火舞黃沙                   | 計明鳳（閻少奶奶）            |
| 2007年       | 寫意人生                   | 任芝華                        |
| 2007年       | 通天幹探                   | 黃晶瑩                        |
| 2008-2009年  | 珠光寶氣                   | 康雅瞳（Constance、二妹）     |

### 電視劇（香港電台）
| 年份   | 劇名         | 角色          | 合作               | 備註       |
| 1980年 | 百合花：離巢 | 黃佩琪/李佩佩 | 苗金鳳、胡楓、黎萱 | 單元女主角 |

### 電視劇（中國大陸）
| 年份   | 劇名             | 角色  | 合作                                          | 備註 |
| 1999年 | 天下有情之阿福傳 | 武 力 | 溫兆倫、湯鎮業、劉 蕾、秦順景、黃志強、梁家仁 |      |

### 電視劇（台灣）
| 年份   | 劇名             | 角色  | 合作                                           | 備註 |
| 2001年 | 陸小鳳之鳳舞九天 | 韓 鈴 | 孫耀威、于榮光、林美貞、鄭浩南、李銘順、張佩華 |      |

### 電影
以香港當地原始片名為主：
| 年份   | 片名                  | 角色                      | 合作演員                                                                                        | 備註                 |
| 1985年 | 開心鬼放暑假          | 中學學生                  | 黃百鳴、袁潔瑩、羅美薇、陳加玲、黃錦燊、陳曼娜                                                  | 客串                 |
| 1986年 | 烏龍大家庭            | 石荔枝                    | 石天、喬宏、關德興、曹達華、李香琴、梁韻蕊、陳雅嫻                                              |                      |
| 1986年 | 飛躍羚羊              | 何寶兒                    | 鄭文雅、袁潔瑩、羅明珠、柏安妮、鄭則士、馬湘鄂                                                  |                      |
| 1990年 | 獄中龍                | 宋小慧                    | 劉德華、何家勁、何家駒、黃錦燊 、程東、龍方                                                     |                      |
| 1991年 | 夜生活女王霞姐傳奇    | 林不悔                    | 葉子媚、陳寶蓮、成奎安、呂良偉、吳孟達、秦沛                                                    |                      |
| 1991年 | 表姐妳玩嘢            | 傅琳達                    | 任達華、鄭裕玲、萬梓良、吳孟達、郭富城、胡慧中                                                  | 台：賭后             |
| 1991年 | 人鬼神                | 凝霜                      | 鄭則士、林正英、王小鳳、金少龍、符玉晶、陳龍                                                    | 台：靈幻至尊         |
| 1993年 | 倚天屠龍記之魔教教主  | 周芷若                    | 李連杰、洪金寶、吳鎮宇、張敏、邱淑貞、吳耀漢                                                    |                      |
| 1993年 | 證人                  | Jackie                    | 莫少聰、宋本中、梁欽棋、霍瑞華、董瑋、林偉雄                                                    |                      |
| 1994年 | 新邊緣人              | Moon                      | 張學友、吳倩蓮、張耀揚、陳國邦、成奎安、江華                                                    |                      |
| 1995年 | 古惑仔之人在江湖      | 蘇阿細／細細粒 台：小結巴 | 鄭伊健、陳小春、任達華、吳鎮宇、謝天華、林曉峰、 吳志雄、朱永棠、李兆基、林尚義、成奎安、       | 台：英雄不敗         |
| 1996年 | 古惑仔2之猛龍過江     | 蘇阿細／細細粒 台：小結巴 | 鄭伊健、陳小春、邱淑貞、任達華、黃秋生、謝天華、 林曉峰、朱永棠、柯受良、李兆基、林尚義、程小龍 | 台：英雄赤女         |
| 1996年 | 古惑仔3之隻手遮天     | 蘇阿細／細細粒 台：小結巴 | 鄭伊健、陳小春、黃秋生、任達華、謝天華、林曉峰、 張耀揚、吳志雄、朱永棠、莫文蔚、譚小環、林尚義 |                      |
| 1996年 | 怪談協會              | 陳約翰（Mill）            | 袁詠儀、張達明、舒淇、江希文、林尚義、徐錦江                                                    | 台：怪談協會之肥波士 |
| 1996年 | 龍虎砵蘭街            | 阿儀                      | 古天樂、謝天華、林曉峰、徐錦江、麥家琪、雷宇揚                                                  |                      |
| 1997年 | 97家有囍事            | Gigi                      | 周星馳、黃百鳴、吳鎮宇、伍詠薇、吳倩蓮、喬宏                                                    |                      |
| 1997年 | 衝上九重天            | 錢望                      | 梁家輝、伍詠薇、趙文宣、陳錦鴻、潘虹、柳影紅                                                    |                      |
| 1997年 | 豪情蓋天              | 菲菲                      | 吳鎮宇、張智霖、王敏德、蘇志威、何寶生、麥潔文                                                  | 台：作業專家         |
| 1997年 | 求戀期                | Mini                      | 古巨基、周海媚、蘇志威、雷頌德、林海峰、張燊悅                                                  |                      |
| 1997年 | 猛鬼通宵陪住你        | 小雲                      | 吳鎮宇、黃子華、錢嘉樂、雷宇揚、羅蘭、苑瓊丹                                                    |                      |
| 1997年 | 十日情緣              | 黎莉                      | 林文龍、邵義君、高欣、張琦                                                                      |                      |
| 1998年 | 戇豆豆追女仔          | 丫荔枝                    | 梁漢文、徐錦江、黎耀祥、麥家琪、吳家輝、歐子欣                                                  |                      |
| 1998年 | 九星報喜              | 阿香                      | 張國榮、吳倩蓮、鍾鎮濤、陳潔靈、李蕙敏、張達明                                                  |                      |
| 1998年 | 香港第1凶宅           | 阿芝（Gigi）              | 黃秋生、張玉珊、林尚義、羅蘭、李丞責                                                            |                      |
| 1998年 | 風流三壯士            | Angela                    | 黎耀祥、洪天明、雷宇揚、吳志雄、伍詠薇、高飛                                                    |                      |
| 1999年 | 心猿意馬              | Cindy                     | 謝賢、王喜、伍詠薇、容祖兒、黃佩霞、蔡錦珊                                                      |                      |
| 1999年 | 陰陽路之凶周刊        | 紅衣女鬼                  | 古天樂、雷宇揚、黎耀祥、陳松伶、李蕙敏、羅蘭                                                    |                      |
| 1999年 | 山村老屍              | Cissy                     | 吳鎮宇、施念慈、海俊傑、莫家堯、林淑茵、雷達                                                    |                      |
| 1999年 | 虎膽俠情              | 劉安妮                    | 莫少聰、龍方、劉凌                                                                              | 又名《一步一滴血》   |
| 2000年 | 生死拳速              | 七虹                      | 黃秋生、趙文卓、李燦森、龍方、麥景婷、劉家榮                                                    |                      |
| 2000年 | 旺角街頭              | 阿月                      | 任達華、馬浚偉、吳毅將、陳建穎、陳秀茹、蔡國興                                                  |                      |
| 2000年 | 黑血                  | Celene                    | 王敏德、杜汶澤、海俊傑、林淑茵、梁錦燊、蘇偉南                                                  |                      |
| 2000年 | 制服誘惑2之地下法庭   | 卓海蘭                    | 林熙蕾、黃家諾、李婉華、張文慈、李菲、羅蘭                                                      |                      |
| 2000年 | 小李飛刀之飛刀外傳    | 雪兒                      | 王傑、羅鐘夏、千葉真一、李禺炫、羅鍾夏、金相旭                                                  |                      |
| 2000年 | 旺角的天空3之終極邊緣 | 何少芝（Gigi）            | 任達華、李修賢、雷宇揚、丁子峻、徐忠信、宋本中                                                  |                      |
| 2000年 | 勝者為王              | 端木若愚                  | 鄭伊健、陳小春、錢嘉樂、謝天華、舒淇、張耀揚                                                    |                      |
| 2000年 | 戀戰沖繩              | Sandy                     | 張國榮、王菲、梁家輝、谷德昭、車婉婉、加藤雅也                                                  |                      |
| 2000年 | Q畸戀人               | Eliza                     | 黃秋生、張達明、謝天華、王合喜、田蕊妮、陳秀茹                                                  |                      |
| 2000年 | Bad Boy特攻           | 細細粒                    | 古天樂、鄭伊健、陳曉東、鄭浩南、舒淇、楊恭如                                                    | 客串                 |
| 2001年 | 人體拼圖              | Diana                     | 鄭則仕、譚耀文、王沺裁、張文祥、鐘耀南、洪 薇                                                   |                      |
| 2002年 | 變臉迷情              | Wendy                     | 吳彥祖、馮德倫、李燦森、林雪、陳子驄                                                            |                      |
| 2002年 | 山村老屍3之惡靈纏身   | 叮噹                      | 黎耀祥、張達明、葉世榮、姜皓文、林雅詩、莫家堯                                                  |                      |
| 2003年 | 天使死神              | Coco                      | 王喜、楊天經、葉童、鄭英偉、張碧珊、莫錦源                                                      |                      |
| 2003年 | 1:99電影行動：等運到  | 美人                      | 郭富城、黃子華、梁詠琪、何超儀                                                                  | 短片                 |
| 2003年 | 無冕皇帝              | Gigi                      | 張堅庭、蘇志威、吳耀漢、李惠敏、劉小慧、梁敏儀                                                  | 中國：新聞女郎       |
| 2009年 | 流浪漢世界盃          | 社工（Amanda Liu）        | 孫耀威、張晉、唐劍康、黃德斌、林嘉華、劉以達、 黃又南、文千歲、王志安、許紹雄、鄭子誠、黃智賢   |                      |

### 電視電影
| 年份   | 片名       | 角色           | 合作                                  | 備註 |
| 1990年 | 暴風姐妹情 | 黃欣鳳（神鳳） | 陳加玲、劉玉翠、王書麒、黎耀祥、亦 鈴 |      |
| 1990年 | 夢斷江湖   |                | 尹揚明、關禮傑、林尚武                |      |

### 電視節目
| 日期           | 節目名                                         | 電視台         | 性質     | 備註                                    |
| -------------- | ---------------------------------------------- | -------------- | -------- | --------------------------------------- |
| 1987年2月26日  | 1987 全港公開未來偶像爭霸戰（準決賽）          | 亞洲電視       | 表演嘉賓 |                                         |
| 1991年         | 慈善星輝仁濟夜1991                             | 無綫電視       | 表演嘉賓 | 與劉德華合唱《停不了的愛》              |
| 1991年         | 生力啤香港競飲大賽1991                         | 無綫電視       | 嘉賓     |                                         |
| 1992年         | 摩登小男人                                     | 無綫電視       | 嘉賓     | 第6集，飾演Candy                        |
| 1993年         | 大話俱樂部                                     | 無綫電視       | 嘉賓     | 第12集                                  |
| 1993年         | 叻人新世紀                                     | 無綫電視       | 嘉賓     | 第8集                                   |
| 1993年         | 娛樂北斗星                                     | 無綫電視       | 嘉賓     |                                         |
| 1993年         | 反斗群星碧波大挑戰                             | 無綫電視       | 嘉賓     |                                         |
| 1994年         | 新春萬事Joke                                   | 無綫電視       | 嘉賓     | 第1集                                   |
| 1994年         | 博愛歡樂傳萬家1994                             | 無綫電視       | 演出     | 演唱歌曲《白恤衫》                      |
| 1994年         | 不可思議星期二Ⅱ                                | 無綫電視       | 嘉賓     |                                         |
| 1994年         | 華南水災籌款之夜                               | 無綫電視       | 演出     |                                         |
| 1994年         | 富士超能巨星 格鬥爭霸戰                        | 無綫電視       | 演出     |                                         |
| 1994年         | 陳百強金曲紀念演唱會                           | 無綫電視       | 演出     |                                         |
| 1994年         | 歡樂滿東華1994                                 | 無綫電視       | 演出     |                                         |
| 1995年         | 龍兄虎弟                                       | 台灣電視       | 嘉賓     | 與翁虹出席                              |
| 1996年2月24日  | 龍兄虎弟                                       | 台灣電視       | 嘉賓     | 當天為年初六                            |
| 1996年3月6日   | 超級無敵獎門人                                 | 無綫電視       | 嘉賓     | 第12集                                  |
| 1996年         | 龍兄虎弟                                       | 台灣電視       | 嘉賓     | 與李玟出席                              |
| 1996年         | 超級星期天                                     | 台灣電視       | 嘉賓     |                                         |
| 1996年         | 鬼馬禽獸哈哈show                               | 無綫電視       | 嘉賓     |                                         |
| 1996年         | 煙花璀璨雷霆夜 區局十週年慶典                  | 無綫電視       | 演出     |                                         |
| 1996年         | 公益全港智叻星                                 | 無綫電視       | 嘉賓     | 第7集                                   |
| 1996年         | 最真最親媽媽心                                 | 無綫電視       | 嘉賓     |                                         |
| 1996年         | 威PHONE八面娛樂圈                              | 無綫電視       | 嘉賓     | 第5集                                   |
| 1996年         | 奧運群星智激鬥                                 | 無綫電視       | 嘉賓     | 第2集                                   |
| 1996年         | 羅文星光的加冕                                 | 無綫電視       | 演出     |                                         |
| 1996年         | 星光熠熠耀保良1996                             | 無綫電視       | 表演嘉賓 |                                         |
| 1996年         | 廣告大贏家                                     | 無綫電視       | 嘉賓     | 第8集                                   |
| 1997年         | 龍兄虎弟                                       | 台灣電視       | 嘉賓     |                                         |
| 1997年         | 公益開心果                                     | 無綫電視       | 嘉賓     | 第2集                                   |
| 1999年         | 天下無敵獎門人                                 | 無綫電視       | 嘉賓     | 第19集                                  |
| 1999年         | 驚天動地獎門人                                 | 無綫電視       | 嘉賓     | 第11集                                  |
| 1999年         | 公益金屋開心Show                               | 無綫電視       | 嘉賓     | 第6集                                   |
| 2000年10月29日 | 宇宙無敵獎門人                                 | 無綫電視       | 嘉賓     | 第1集                                   |
| 2001年         | 永安旅遊話你知：點解日本咁好玩                 | 無綫電視       | 主持     | 與唐文龍、葉璇共同主持                  |
| 2001年         | 公益開心大富翁                                 | 無綫電視       | 嘉賓     | 第4集                                   |
| 2002年         | 名人飯局                                       | 無綫電視       | 嘉賓     | 第4集                                   |
| 2004年         | 香港直播                                       | 無綫電視       | 嘉賓     |                                         |
| 2005年         | 翡翠偶像派                                     | 無綫電視       | 嘉賓     |                                         |
| 2005年         | 娛樂星天地                                     | 東方衛視       | 嘉賓     | 與林保怡出席                            |
| 2005年         | 娛樂直播                                       | 無綫電視       | 嘉賓     |                                         |
| 2005年         | 百法百眾第3輯                                  | 無綫電視       | 嘉賓     | 第3集                                   |
| 2005年2月9日   | 金雞醒晨賀新歲                                 | 無綫電視       | 嘉賓     | 當天為年初一 聯同金枝慾孽劇組人員       |
| 2005年12月10日 | 歡樂滿東華2005                                 | 無綫電視       | 表演嘉賓 | 表演倒吊寫書法 演唱金枝欲孽插曲《砒霜》 |
| 2006年         | 娛樂直播                                       | 無綫電視       | 嘉賓     |                                         |
| 2006年3月      | 快樂大本營                                     | 湖南電視台     | 嘉賓     | 聯同金枝慾孽劇組人員                    |
| 2006年5月21日  | 萬眾同心公益金                                 | 無綫電視       | 嘉賓     |                                         |
| 2006年10月27日 | 第六屆中國金鷹電視藝術節﹣'伊利之夜'開幕式晚會 | 金鷹電視       | 嘉賓     | 與林保怡出席 合唱金枝欲孽插曲《砒霜》   |
| 2007年         | 明星週刊                                       |                | 嘉賓     |                                         |
| 2007年         | 娛樂直播                                       | 無綫電視       | 嘉賓     |                                         |
| 2008年1月5日   | 志雲飯局                                       | 無綫電視       | 嘉賓     | 第63集                                  |
| 2008年10月20日 | 東張西望——珠光寶氣閃爍夜                       | 無綫電視       | 嘉賓     | 聯同珠光寶氣劇組人員 宣佈退出娛樂圈     |
| 待查           | 待查                                           | 中國中央電視台 | 嘉賓     | 與林保怡出席 合唱歌曲《相思風雨中》     |

## 音樂作品

### 個人唱片
| 年份 | 專輯名稱              | 發行公司 | 發行日期       | 曲目 |
| ---- | --------------------- | -------- | -------------- | --- |
| 1993 | 如果真的戀愛          | 華納唱片 | 1993年10月21日 | 曲目 1. 我這樣愛你錯了嗎 2. 癡情 (一串痴情一串淚)（張衛健合唱） 3. 你是明日意義 4. 情迷夜雨 5. 情深海更深 6. 如果真的戀愛不流行 7. 你為了愛情 8. 我只怨自己 9. 跟我一世熱戀 10. 分手算罷 |
| 1994 | 不是娃娃              | 華納唱片 | 1994年4月28日  | 曲目 1. 白恤衫 2. 因你真正活過 3. 從不應沒有自尊 4. 懲罰你 5. 求婚勿語（馬浚偉合唱） 6. 不是娃娃 7. 紅著眼的夜歸人 8. 多情一點 9. 五日情 10. BOY FRIEND 11. 白恤衫 (D+G Mix)             |
| 1994 | 如此這般的...愛情故事 | 華納唱片 | 1994年11月22日 | 曲目 1. 破例 2. 不太清醒 3. 緣份多數也短暫（蘇有朋合唱） 4. 請不必介意 5. 鏡中人 6. 如果有一個他 7. 最美麗的心痛 8. 不相干 9. 私奔 10. 如此這般的愛情故事                                |
| 1995 | 聽話（國語）          | 藝能動音 | 1995年3月      | 曲目 1. 聽話 2. 我的日子有你分享 3. 愛你的心那麼真 4. 讓愛隨風走 5. 假如 6. 最想愛你的人 7. 你的手好暖 8. 我和你和他 9. 委屈 10. 請不要再追問                                            |
| 1996 | 姿不姿之間            | 藝能動音 | 1996年         | 曲目 1. 不要以為我 2. 雙子跌落天秤 3. 小心眼 4. 如果 5. 不能沒愛戀 6. 有一天你會知 7. 祇想愛多一次 8. 午後天邊 9. 夢自由 10. 以為我不要                                                  |
| 1996 | 旅行（國語）          | 藝能動音 | 1996年6月      | 曲目 1. 旅行 2. 愛的主張 3. 要你寶貝我 4. 搬家 5. 預感 6. 愛在四季都有雨 7. 愛的微風 8. 別讓溫柔再遲到早退 9. 夢能關多久（陳傑洲合唱） 10. 愛我愛多一點                                  |
| 1997 | 給你吧（國語）        | 藝能動音 | 1997年8月      | 曲目 1. 給你吧 2. 不做愛哭的情人 3. 不想被了解 4. 害怕 5. 我不爭 6. 愛你愛你 7. 愛哭鬼 8. 畫題 9. 當機 10. If you love me (Really love me)（英）                                         |

### 雜錦唱片
| 發行日期      | 專輯名稱                                        | 唱片公司 | 收錄曲目 |
| ------------- | ----------------------------------------------- | -------- | --- |
| 1993年        | 華納閃電傳真機No 1兒歌大串燒                    | 華納唱片 | 收錄曲目 1.穿起媽媽的高跟鞋 |
| 1993年        | 天碟﹣合唱金曲精選六                            | 華納唱片 | 收錄曲目 2.痴情 (一串痴情一串淚)﹣黎姿、張衛健合唱 |
| 1993年        | 華納Yes Idol大派對                              | 華納唱片 | 收錄曲目 4.我這樣愛你錯了嗎 9.我只怨自己 |
| 1993年        | 華納至尊無敵影視金曲                            | 華納唱片 | 收錄曲目 4.情深海更深 |
| 1994年        | 華納群星賀歲金曲﹣天天報喜                      | 華納唱片 | 收錄曲目 2.春風報喜﹣黎姿、馬俊偉合唱 |
| 1994年        | 群星劇場版                                      | 華納唱片 | 收錄曲目 2.你是明日意義 |
| 1994年        | 天碟如此多fun                                   | 華納唱片 | 收錄曲目 5.白恤衫 |
| 1994年        | In爆榜                                          | 華納唱片 | 收錄曲目 9.不是娃娃 |
| 1994年        | In爆榜 Vol 2                                    | 華納唱片 | 收錄曲目 8.因你真正活過 |
| 1994年        | 濃情蜜意情歌精選                                | 華納唱片 | 收錄曲目 10.你是明日意義 12.依依不捨﹣黎姿、張衛健合唱 |
| 1994年        | 華納天碟系列﹣巨星龍虎榜LD                      | 華納唱片 | 收錄曲目 a2.不是娃娃 a7.我只怨自己 |
| 1994年        | 華納 HOT SUMMER REMIX                           | 華納唱片 | 收錄曲目 3.白恤衫 (D+G Mix) |
| 1995年        | 火辣新音符                                      | 華納唱片 | 收錄曲目 5.破例 |
| 1995年        | 藝能動音SAMPLER 95                              | 藝能動音 | 收錄曲目 6.愛你的心那麼真 |
| 1996年4月     | 藝能動音巨星卡拉OK                              | 藝能動音 | 收錄曲目 5.聽話 |
| 1996年        | 藝響天開                                        | 藝能動音 | 收錄曲目 3.聽話 10.旅行 |
| 1999年9月8日  | 華納我愛經典系列–黎姿、蔡立兒                   | 華納唱片 | 收錄曲目 1. 你是明日意義 (Disc 2) 2. 情迷夜雨 3. 情深海更深 4. 痴情 (一串痴情一串淚)﹣黎姿、張衛健合唱 5. 白恤衫 6. 因你真正活過 7. 我只怨自 8. 從不應沒有自尊 9. 分手算罷 10. 我這樣愛你錯了嗎? 11. 你為了愛情 12. 五日情 13. 不是娃娃 14. 懲罰你 15. 多情一點 |
| 2002年5月3日  | 華納精采視聽25載卡拉OK VCD叱吒傳奇﹣叱吒群星I   | 華納唱片 | 收錄曲目 3.白恤衫 |
| 2002年5月14日 | 華納精采視聽25載卡拉OK VCD叱吒傳奇﹣叱吒群星II  | 華納唱片 | 收錄曲目 10.我只怨自己 |
| 2002年5月14日 | 華納精采視聽25載卡拉OK VCD叱吒傳奇﹣叱吒群星III | 華納唱片 | 收錄曲目 10.你是明日意義 |
| 2005年1月31日 | 華納金曲卡拉OK﹣天碟十五 LD                     | 華納唱片 | 收錄曲目 5.我這樣愛你錯了嗎 6.一串痴情，一串淚﹣黎姿、張衛健合唱 |
| 2005年1月31日 | 華納金曲卡拉OK﹣天碟十六 LD                     | 華納唱片 | 收錄曲目 4.你是明日意義 |
| 2005年1月31日 | 華納金曲卡拉OK﹣天碟19 (Vol.2)                  | 華納唱片 | 收錄曲目 4.白恤衫 |
| 2005年1月31日 | 華納金曲卡拉OK﹣天碟20 (Vol.2)                  | 華納唱片 | 收錄曲目 3.因你真正活過 |
| 2006年4月25日 | 華納金曲忘不了卡拉OK﹣經典DVD系列精選           | 華納唱片 | 收錄曲目 Vol 1:14.我只怨自己 |
| 待查          | 唱旺年年                                        | 待查     | 收錄曲目 DVD:21.鏡花 CD:11.鏡花 |

### 未收錄單曲
| 單曲       | 作曲   | 填詞   | 編曲   | 備註                                |
| ---------- | ------ | ------ | ------ | ----------------------------------- |
| 燃亮今生   |        |        |        | 與郭富城合唱 電視劇《烈火狂奔》插曲 |
| 砒霜       | 黃尚偉 | 林若寧 | 黃尚偉 | 與林保怡合唱 電視劇《金枝欲孽》插曲 |
| 相戀兩個字 | 趙增熹 | 林夕   |        | 與林保怡合唱 電視劇《珠光寶氣》插曲 |

### 電視劇歌曲
| 年份   | 歌曲名稱         | 電視劇   | 性質   | 備註                          | 收錄專輯     |
| ------ | ---------------- | -------- | ------ | ----------------------------- | ------------ |
| 1993年 | 我只怨自己       | 天倫     | 插曲   |                               | 如果真的戀愛 |
| 1993年 | 我這樣愛你錯了嗎 | 賭霸天下 | 插曲   |                               | 如果真的戀愛 |
| 1993年 | 情深海更深       | 武尊少林 | 插曲   |                               | 如果真的戀愛 |
| 1994年 | 你是明日意義     | 烈火狂奔 | 插曲   |                               | 如果真的戀愛 |
| 1994年 | 因你真正活過     | 烈火狂奔 | 片尾曲 |                               | 不是娃娃     |
| 1994年 | 燃亮今生         | 烈火狂奔 | 插曲   | 與郭富城合唱                  |              |
| 2004年 | 砒霜             | 金枝欲孽 | 插曲   | 與林保怡合唱 未曾於劇集內播放 |              |
| 2005年 | 鏡花             | 胭脂水粉 | 主題曲 |                               |              |
| 2008年 | 相戀兩個字       | 珠光寶氣 | 插曲   | 與林保怡合唱                  |              |

### 歌曲MV主演（無綫電視）
| 年份   | 歌曲名稱         | 備註               | 專輯                  |
| ------ | ---------------- | ------------------ | --------------------- |
| 1993年 | 我只怨自己       |                    | 如果真的戀愛          |
| 1993年 | 我這樣愛你錯了嗎 |                    | 如果真的戀愛          |
| 1993年 | 痴情             | 與張衛健合唱及演出 | 如果真的戀愛          |
| 1993年 | 你是明日意義     |                    | 如果真的戀愛          |
| 1994年 | 白恤衫           | 男主角為古巨基     | 不是娃娃              |
| 1994年 | 因你真正活過     |                    | 不是娃娃              |
| 1994年 | 求婚勿語         | 與馬浚偉合唱及演出 | 不是娃娃              |
| 1994年 | 不是娃娃         |                    | 不是娃娃              |
| 1994年 | 破例             |                    | 如此這般的...愛情故事 |
| 1994年 | 緣份多數也短暫   | 與蘇有朋合唱及演出 | 如此這般的...愛情故事 |
| 1994年 | 如果有一個他     |                    | 如此這般的...愛情故事 |
| 1996年 | 不要以為我       |                    | 姿不姿之間            |
| 1996年 | 有一天你會知     |                    | 姿不姿之間            |
| 1996年 | 小心眼           |                    | 姿不姿之間            |

### 歌曲MV演出
| 年份   | 歌曲名稱   | 歌手   | 備註                                                |
| ------ | ---------- | ------ | --------------------------------------------------- |
| 1990年 | 難捨難分   | 譚詠麟 | 自制 MV                                             |
| 1990年 | 愛念       | 譚詠麟 | 譚詠麟飛越浪漫卡拉OK 藝能製作攝製，寶麗金發行       |
| 1991年 | 半夢半醒   | 譚詠麟 | 譚詠麟1991年演唱會客串片段 藝能製作攝製，寶麗金發行 |
| 1991年 | 一生中最愛 | 譚詠麟 | 無綫電視版本                                        |
| 1992年 | 再等幾天   | 譚詠麟 | 無綫版本                                            |
| 1992年 | 只想你會意 | 李克勤 | 無綫版本                                            |
| 1992年 | 封鎖我一生 | 王 傑  | 無綫版本                                            |
| 1996年 | 友情歲月   | 鄭伊健 | 無綫版本                                            |

## 派台歌曲成績
| 派台歌曲成績四台上榜最高位置 | 派台歌曲成績四台上榜最高位置 | 派台歌曲成績四台上榜最高位置 | 派台歌曲成績四台上榜最高位置 | 派台歌曲成績四台上榜最高位置 | 派台歌曲成績四台上榜最高位置 | 派台歌曲成績四台上榜最高位置             |
| ---------------------------- | ---------------------------- | ---------------------------- | ---------------------------- | ---------------------------- | ---------------------------- | ---------------------------------------- |
| 唱片                         | 歌曲                         | 903                          | RTHK                         | 997                          | TVB                          | 備註                                     |
| 1993年                       |                              |                              |                              |                              |                              |                                          |
| 如果真的戀愛                 | 我只怨自己                   | -                            | -                            |                              | -                            | 無綫電視劇《天倫》插曲 OT：李碧華 ~ 分手 |
| 如果真的戀愛                 | 我這樣愛你錯了嗎             | 23                           | 19                           |                              | -                            | OT：洪亞薇 ~ 這樣愛你錯了嗎              |
| 如果真的戀愛                 | 你是明日意義                 | -                            | -                            | 8                            | -                            | OT：娃娃 ~ 飄洋過海來看你                |
| 如果真的戀愛 / 出位          | 痴情（一串痴情一串淚）       | 30                           | 9                            | -                            | -                            | 與張衛健合唱 OT：村下孝藏 ~ ソネット     |
| 如果真的戀愛                 | 情迷夜雨                     | -                            | -                            | -                            | -                            |                                          |
| 1994年                       |                              |                              |                              |                              |                              |                                          |
| 不是娃娃                     | 白恤衫                       | 20                           | -                            | -                            | -                            | OT：木內美步 ~ 第三者 另派D&G Mix版本    |
| 不是娃娃                     | 因你真正活過                 | -                            | -                            | -                            | -                            | 無綫電視劇《烈火狂奔》插曲               |
| 不是娃娃                     | 不是娃娃                     | 10                           | 5                            | -                            | -                            |                                          |
| 如此這般的...愛情故事        | 破例                         | -                            | -                            | -                            | -                            | OT：辛島美登里 ~ 5:00 PM                 |
| 如此這般的...愛情故事        | 如此這般的愛情故事           | -                            | -                            | -                            | -                            |                                          |
| 1996年                       |                              |                              |                              |                              |                              |                                          |
| 姿不姿之間                   | 不要以為我                   | -                            | -                            | -                            | -                            |                                          |
| 姿不姿之間                   | 有一天你會知                 | -                            | -                            | -                            | 10                           |                                          |
| 姿不姿之間                   | 小心眼                       | -                            | -                            | -                            | -                            |                                          |
| 2004年                       |                              |                              |                              |                              |                              |                                          |
| 夢迴慾孽                     | 砒霜                         | -                            | -                            | 5                            | -                            | 與林保怡合唱 無綫電視劇《金枝慾孽》插曲  |

| 903 | RTHK | 997 | TVB | 備註              |
| 0   | 0    | 0   | 0   | 四台冠軍歌總數：0 |

## 廣播劇
| 年份   | 頻道     | 劇名                 | 角色 | 合作   |
| ------ | -------- | -------------------- | ---- | ------ |
| 1994年 | 香港電台 | 千情共抱之愛情雞尾酒 | May  | 鄭子誠 |

## 出版作品

### 寫真集
| 年份   | 書名                 |
| ------ | -------------------- |
| 1994年 | 偶像系列﹣黎姿寫真集 |

## 獎項

### 曾獲獎項
| 年份   | 頒獎/機構                              | 獎項                               | 劇集               | 角色/作品 | 結果 |
| ------ | -------------------------------------- | ---------------------------------- | ------------------ | --------- | ---- |
| 1993年 | 國際唱片業協會                         | 「金唱片銷售獎」：《如果真的戀愛》 |                    |           | 獲獎 |
| 1994年 | 香港電台第十六屆十大中文金曲頒獎音樂會 | 「最有前途新人」（女歌手銀獎）     |                    |           | 獲獎 |
| 1994年 | 無綫電視﹣1993年度十大勁歌金曲頒獎典禮 | 「最受歡迎新人」（女歌星銅獎）     |                    |           | 獲獎 |
| 2004年 | 無綫電視﹣萬千星輝賀台慶               | 「本年度我最喜愛的女主角」         | 金枝慾孽           | 侯佳‧玉瑩 | 獲獎 |
| 2004年 | 無綫電視﹣萬千星輝賀台慶               | 「本年度我最喜愛的電視角色」       | 金枝慾孽           | 侯佳‧玉瑩 | 獲獎 |
| 2004年 | 「黑」演繹大獎（新城電台）             |                                    |                    |           | 獲獎 |
| 2004年 | 新城勁爆合唱歌曲                       |                                    | 金枝慾孽           | 《砒霜》  | 獲獎 |
| 2005年 | TVB周刊最強人氣大獎                    | 最強人氣封頭躉                     |                    |           | 獲獎 |
| 2005年 | TVB周刊最強人氣大獎                    | 最強人氣天后                       |                    |           | 獲獎 |
| 2005年 | TVB周刊最強人氣大獎                    | 最強人氣王上王                     |                    |           | 獲獎 |
| 2005年 | TVB周刊最強人氣大獎                    | 最強人氣古裝王                     |                    |           | 獲獎 |
| 2005年 | 2004年度壹電視大獎                     | 十大電視藝人獎（第六名）           |                    |           | 獲獎 |
| 2005年 | 2004年度壹電視大獎                     | 奇華餅家﹣最優異演員大獎           |                    |           | 獲獎 |
| 2005年 | Next Magazine Sponsorship Award        | Best Style Actress                 |                    |           | 獲獎 |
| 2005年 | 香港時裝設計師協會                     | 第十九屆十大傑出衣著人士           |                    |           | 獲獎 |
| 2005年 | Watson's Annual Health & Beauty Awards | Artiste with Perfect Skin          |                    |           | 獲獎 |
| 2005年 | Astro華麗台電視劇大獎2005              | 我的至愛角色                       | 金枝慾孽           | 侯佳‧玉瑩 | 獲獎 |
| 2005年 | Astro華麗台電視劇大獎2005              | 我的至愛狠美人                     | 金枝慾孽           | 侯佳‧玉瑩 | 獲獎 |
| 2005年 | 新城電台                               | 「十大勁爆電視演員」               |                    |           | 獲獎 |
| 2006年 | TVB周刊最強人氣大獎                    | 十大電視藝人                       |                    |           | 獲獎 |
| 2006年 | Watson's Annual Health & Beauty Awards | Artiste with Perfect Skin          |                    |           | 獲獎 |
| 2006年 | China Entertainment Awards             | Most Popular Non Mainland Actress  |                    |           | 獲獎 |
| 2006年 |                                        | 十年長期服務員工獎                 |                    |           | 獲獎 |
| 2007年 | Astro華麗台電視劇大獎2006              | 「我最難忘的一幕大獎」             | 妙手仁心III        | 岑雅晴    | 獲獎 |
| 2007年 | 壹周刊                                 | 「十大電視節目獎」                 | 《通天幹探》       |           | 獲獎 |
| 2007年 | 香港十年·網娛盛典頒獎典禮              | 「網友最喜愛的女演員」黎姿         | 火舞黃沙、金枝慾孽 |           | 獲獎 |
| 2007年 | 香港十年·網娛盛典頒獎典禮              | 「最MATCH銀幕情侶獎」黎姿、林保怡  | 金枝欲孽           |           | 獲獎 |
| 2007年 | 香港十年·網娛盛典頒獎典禮              | 「最受歡迎香港電視劇獎」           | 金枝慾孽           |           | 獲獎 |
| 2007年 | 屈臣氏健康美麗大賞                     | 「最閃耀明星大獎」「形象健康大獎」 |                    |           | 獲獎 |
| 2007年 | 無綫電視﹣萬千星輝頒獎典禮             | 「內地觀眾最喜愛TVB女藝人」        |                    |           | 獲獎 |
| 2008年 | Astro華麗台電視劇大獎2007              | 「我的至愛女主角」                 | 火舞黃沙           | 計明鳳    | 獲獎 |
| 2008年 | Astro華麗台電視劇大獎2007              | 「我的至愛角色」                   | 火舞黃沙           | 計明鳳    | 獲獎 |
| 2008年 | 香港貿易發展局                         | 最受歡迎香港女電視藝人﹣六名之一   |                    |           | 獲獎 |
| 2008年 | 第20屆十大傑出衣著人士                 |                                    |                    |           | 獲獎 |
| 2008年 | 新加坡《i weekly周刊》                 | 「十大最愛港劇女演員獎」           |                    |           | 獲獎 |
| 2009年 | 美國纽约影視節大獎                     | 「最佳演繹表演大獎                 | 通天幹探           | 黃晶瑩    | 獲獎 |
| 2009年 | 新加坡《i weekly周刊》                 | 「十大最愛港劇女演員獎」           |                    |           | 獲獎 |
| 2009年 | 新加坡星和無綫電視大獎                 | 「我最難忘TVB電視劇集獎」          | 金枝慾孽           |           | 獲獎 |
| 2010年 | 壹周刊                                 | 「十大電視節目獎」                 | 珠光寶氣           |           | 獲獎 |

### 獎項提名
| 年份   | 頒獎/機構        | 獎項                                                   | 劇集            | 角色     | 結果             |
| ------ | ---------------- | ------------------------------------------------------ | --------------- | -------- | ---------------- |
| 2001年 | 萬千星輝頒獎典禮 | 「本年度我最喜愛的女主角」                             | 《倚天屠龍記》  | 趙敏     | 提名             |
| 2001年 | 萬千星輝頒獎典禮 | 「本年度我最喜愛的電視角色」                           | 《倚天屠龍記》  | 趙敏     | 提名             |
| 2001年 | 萬千星輝頒獎典禮 | 「本年度我最喜愛的拍檔（戲劇組）」【提名拍檔為吳啟華】 | 《倚天屠龍記》  | 趙敏     | 提名             |
| 2002年 | 萬千星輝頒獎典禮 | 「本年度我最喜愛的女主角」                             | 《新楚留香》    | 蘇蓉蓉   | 提名             |
| 2002年 | 萬千星輝頒獎典禮 | 「本年度我最喜愛的電視角色」                           | 《新楚留香》    | 蘇蓉蓉   | 提名             |
| 2002年 | 萬千星輝頒獎典禮 | 「本年度我最喜愛的拍檔（戲劇組）」【提名拍檔為任賢齊】 | 《新楚留香》    | 蘇蓉蓉   | 提名             |
| 2003年 | 萬千星輝頒獎典禮 | 「本年度我最喜愛的女主角」                             | 《黑夜彩虹》    | 林艾美   | 提名             |
| 2003年 | 萬千星輝頒獎典禮 | 「本年度我最喜愛的電視角色」                           | 《黑夜彩虹》    | 林艾美   | 提名             |
| 2003年 | 萬千星輝頒獎典禮 | 「本年度我最喜愛的拍檔（戲劇組）」【提名拍檔為吳啟華】 | 《黑夜彩虹》    | 林艾美   | 提名             |
| 2004年 | 萬千星輝頒獎典禮 | 「本年度我最喜愛的拍檔（戲劇組）」【提名拍檔為鄧萃雯】 | 《金枝慾孽》    | 侯佳玉瑩 | 提名             |
| 2004年 | 萬千星輝頒獎典禮 | 「本年度我最喜愛的拍檔（戲劇組）」【提名拍檔為林保怡】 | 《金枝慾孽》    | 侯佳玉瑩 | 提名             |
| 2005年 | 萬千星輝頒獎典禮 | 「最佳女主角」                                         | 《水滸無間道》  | 萬鳳蓮   | 提名             |
| 2005年 | 萬千星輝頒獎典禮 | 「最佳女主角」                                         | 《妙手仁心III》 | 岑雅晴   | 提名             |
| 2005年 | 萬千星輝頒獎典禮 | 「最佳女主角」                                         | 《胭脂水粉》    | 祝明蕙   | 提名（最後五強） |
| 2006年 | 萬千星輝頒獎典禮 | 「最佳女主角」                                         | 《火舞黃沙》    | 計明鳳   | 提名（最後五強） |
| 2006年 | 萬千星輝頒獎典禮 | 「我最喜愛的電視女角色」                               | 《火舞黃沙》    | 計明鳳   | 提名（最後五強） |
| 2007年 | 萬千星輝頒獎典禮 | 「最佳女主角」                                         | 《通天幹探》    | 黃晶瑩   | 提名             |
| 2007年 | 萬千星輝頒獎典禮 | 「我最喜愛的電視女角色」                               | 《通天幹探》    | 黃晶瑩   | 提名（最後五強） |
| 2008年 | 萬千星輝頒獎典禮 | 「時尚魅力大獎」                                       |                 |          | 提名             |
| 2009年 | 萬千星輝頒獎典禮 | 「最佳女主角」                                         | 《珠光寶氣》    | 康雅瞳   | 提名             |